# DRINK IT DOWN
「DRINK IT DOWN」（ドリンク・イット・ダウン）は、日本のロックバンド、L'Arc〜en〜Cielの34作目のシングル。2008年4月2日発売。発売元はKi/oon Records。

## 概要
前作「Hurry Xmas」および11thアルバム『KISS』の発表から約4ヶ月後ぶりとなるシングルリリース。本作はライヴビデオ『Are you ready? 2007 またハートに火をつけろ! in OKINAWA』と同日に発売されている。
本作の表題曲「DRINK IT DOWN」は、2008年1月31日に発売されたゲーム『デビルメイクライ4』のテーマソングに使用されている。表題曲の作曲はyukihiroが担当しているが、yukihiro作曲の楽曲がシングル表題曲に選ばれたのは、2005年4月発表の「New World」以来約3年ぶり2作目のこととなった。ただし、「New World」はhydeとの合作としてクレジットされているため、yukihiro単独で作曲クレジットが付いた曲が表題曲となるのは、本作が初ということになる。（詳細は楽曲解説の項目を参照）
なお、表題曲の作曲者であるyukihiroは、前述のゲームシリーズの始まりとなる2001年8月23日発売のゲーム『デビルメイクライ』に、ソロ名義で発表した楽曲「ring the noise」をイメージソングとして提供していたことがある。従ってyukihiroは、本作の表題曲を手掛けたことで、約7年ぶりに再び『デビルメイクライシリーズ』とタッグを組んだことになった。今回ゲームへの楽曲提供の依頼を受けた経緯について、yukihiroは「テーマソングをやりませんか？というお話を持ってきていただいたので。僕はそのゲームが大好きだから是非やりたいなぁと思って」「やりたいと言ったのが僕なので（笑）、それが採用される／されないは別としても、そのゲームをイメージした曲を自分で作らなくちゃなぁと思って」と語っている。なお、この曲のデモは2007年夏のオフ期間中に制作されている。ちなみに、hydeとkenもこのゲームシリーズが好きでプレイしていたことがあったという。表題曲の歌詞を手掛けたhydeは、本作発売当時のインタビューで「僕もそれなりにゲームをやりこんだので、世界観はほぼ全部わかってるんですよ。『4』の全貌はまだ知らないんですけど、与えられている情報だけで"たぶんこうだなぁ"ってわかるぐらいやり込んでいるから（笑）」とこのゲームシリーズについて語っている。このようにhydeは、このゲームシリーズに愛着があったこともあり、ゲームに登場するキャラクターと自分を重ねながら作詞作業を行っている。余談だが、ラップ・シンガーソングライターの4s4kiは、2022年8月に出演したJ-WAVE系ラジオ番組『SONAR MUSIC』にて、「影響を受けた楽曲のひとつ」として本作の表題曲をあげている。
余談だが、このゲームシリーズはL'Arc〜en〜Cielのメンバーの音楽活動において、長きに渡り縁のある作品となっている。2015年6月18日に発売されたゲーム『デビルメイクライ4 スペシャルエディション』でも「DRINK IT DOWN」がテーマソングとして使われている他、2019年3月8日に発売されたゲーム『デビルメイクライ5』ではhydeがソロ名義で発表した楽曲「MAD QUALIA」がイメージソングとして使用されている。また、2020年11月10日に同ゲームのパワーアップ版として数々の要素を追加し発表されたゲーム『デビルメイクライ5 スペシャルエディション』では、hydeがソロ名義で制作した楽曲「DEFEAT」がコラボレーションソングとして発表されている。他にも、2015年に開催したライヴ「L'Arc〜en〜Ciel LIVE 2015 L'ArCASINO」で披露した「trick」「REVELATION」のライヴ用音源のプログラミングを、このゲームシリーズでサウンドクリエイターを務めていた柴田徹也が担当したことがある。
ちなみに表題曲は、2010年3月に発表したベスト・アルバム『QUADRINITY 〜MEMBER'S BEST SELECTIONS〜』にテッド・ジェンセンによるリマスタリングを施したうえでアルバム初収録されているが、2012年には12thアルバム『BUTTERFLY』にエディ・シュレイヤーによるマスタリングで再び収録されている。なお、ベスト・アルバムに初収録された楽曲が、その後に発表されたスタジオ・アルバムに再び収録されるのは、L'Arc〜en〜Cielとして初めてのことになった。
また、カップリング曲にはパートチェンジバンド、P'UNK〜EN〜CIELによるL'Arc〜en〜Cielの楽曲のセルフカバーが収録されている。

## リリース

### リリースプロモーション
本作のリリースプロモーションとして、本作発売の約1ヶ月前の2008年3月7日に日本テレビ系列で放送された特別番組『日本のロックBOX 〜奇跡のライヴ〜』で、表題曲のフルサイズを公開している。この番組では、バンドがスタジオで楽曲を披露するかたちではなく、ライヴツアー「TOUR 2007-2008 THEATER OF KISS」でこの曲を先行披露したときの模様が放送されている。

### リリース形態
本作は、通常盤（CD）の1形態でリリースされている。初回限定仕様はスペシャルジャケット、ピクチャーレーベル仕様となっている。また、初回限定特典としてぺたぺたスケジュールシール（全4種のうち1種封入）が付属している。

### チャート
本作は発売初週となる2008年4月14日付のオリコン週間シングルチャートで、前々作「DAYBREAK'S BELL」以来2作ぶり通算20作目の首位を獲得している。

## ミュージックビデオ
表題曲「DRINK IT DOWN」のミュージック・ビデオは、ムラカミタツヤがディレクターを務めた作品となっている。映像は、メンバー4人が吸血鬼の住む館に迷い込んだ設定で撮影されている。なお、映像の最後のシーンに登場する牙を剥いた吸血鬼は、yukihiroが演じている。
このミュージック・ビデオは、2009年2月25日に発表したクリップ集『CHRONICLE 4』にいずれも初収録されている。また、2019年12月11日には公式YouTubeアーティストチャンネルにおいて、映像の無料公開が開始されている。

## 収録曲
| #         | タイトル                                                 | 作詞      | 作曲      | 編曲            | 時間  |
| --------- | -------------------------------------------------------- | --------- | --------- | --------------- | ----- |
| 1.        | 「DRINK IT DOWN」(L'Arc〜en〜Ciel)                       | hyde      | yukihiro  | L'Arc〜en〜Ciel | 4:05  |
| 2.        | 「Dune 2008」(P'UNK〜EN〜CIEL)                           | hyde      | tetsu     | KEN P'UNK       | 4:09  |
| 3.        | 「DRINK IT DOWN (hydeless version)」(L'Arc〜en〜Ciel)    |           | yukihiro  | L'Arc〜en〜Ciel | 4:05  |
| 4.        | 「Dune 2008 (TETSU P'UNKless version)」(P'UNK〜EN〜CIEL) |           | tetsu     | KEN P'UNK       | 4:05  |
| 合計時間: | 合計時間:                                                | 合計時間: | 合計時間: | 合計時間:       | 16:24 |

## 楽曲解説
1. DRINK IT DOWN / L'Arc〜en〜Ciel
  - 作詞: hyde / 作曲: yukihiro / 編曲: L'Arc〜en〜Ciel

ヘヴィロック系のギターサウンドと先鋭的なダンス・ミュージックがバランスよく融合したロックナンバー[11]。この曲の制作は、クライアントからの「『デビルメイクライ4』のテーマソングを手掛けて欲しい」という依頼がきっかけで始まっており[4]、作曲を担当したyukihiroはゲームの映像を見たうえで楽曲制作を行ったという[5]。
この曲は打ち込みやブレイクビーツ、サンプリングされたノイズが採り入れられた楽曲となっている。この曲の制作イメージについて、yukihiroは「インダストリアルっぽいというか、ダンス・ミュージック的なビートにディストーション・ギターのリフを乗せて、イントロにメロトロン系の音のフレーズを入れてゴスっぽい雰囲気を出した[10]」「（ゲームの）映像を見せてもらって、ゲーム自体の世界観は変わってないことがわかったから。最初はゴシックな感じにしたいっていう気持ちはありましたね。で、とりあえずリズムが踊れる感じで、頭にちょっと怖い感じの導入部があって。で、ギターのリフもので進めていくっていうイメージで作りましたね[5]」と述べている。ちなみにこの曲のプログラミング作業は、yukihiroに加え、「get out from the shell」「SEVENTH HEAVEN」の楽曲制作にも参加した杉山勇司が担当している。
なお、この曲の制作を開始した当初、yukihiroがテーマソングの候補としてあげたデモ音源は3曲あったが[5]、hydeのアイディアによりデモ音源のうちの2曲を組み合わせ制作することになったという[12]。複数のデモ音源を組み合わせた影響もあってか、Aメロ・Bメロのイ短調からサビのニ短調への転調が起こっている。
また、この曲のアレンジ作業ではメンバー4人の意見がふんだんに採り入れられている。メロトロンのフレーズはkenの案を基にyukihiroがエミュレーションソフト、GFORCE M-Tronで鳴らしており[10]、サビ後半のメロディはtetsuyaの案が採用されている[13]。このことに関し、yukihiroは「音楽的に認めているメンバーなのでアレンジされるのは光栄なこと」と述べている。また、hydeはこの曲のアレンジ作業を振り返り「今回、こんなにみんなで一生懸命アレンジするのは久しぶりだから、作ってよかったなぁと思う。最近はそれぞれデモ作って、それが基になってレコーディングしてたからね。もちろん、みんなで肉付けすることはあるけど、ここまでリフから何からみんなでアイディア出し合ってやるのは本当に久しぶりだったんですよね。話し合う期間が長かったから、バンドらしくていいなぁと思いながらアレンジしてました。楽しかった、本当に[13]」と本作発売当時のインタビューで語っている。さらに、kenは「yukihiroとhydeが言ってた"リフ感が欲しいなぁ"ってことに対して、この曲に合ったリフってどんなんだ？っていろいろ考えながら弾いて行くのは楽しかったし、ギターの音像的なアイディアを思いついて、いい感じに聴こえるようにこの曲に注ぎ込んだりするのも楽しかったですね[7]」とレコーディングを述懐している。
歌詞もオケと同様に、前述のゲームを意識したうえでhydeが書き下ろしている。なお、hydeは作詞作業において、前述のゲームの主人公であるダンテとネロの関係性を考えながら書いたという。hydeはゲームを意識した作詞作業を振り返り、「ダンテから見たネロ（ゲーム中の主人公）というか、ダンテの気持ちで詞を書くみたいな感じで書きつつ、それを何となく自分に置き換えて…完全に空想では書かないで、自分のポジションでその世界観をイメージし、自分だったらこういう言い方をしたいなとか考えながら書いて行った[6]」と語っている。
さらにhydeは、2007年6月から開催したホールツアー「Are you ready? 2007 またハートに火をつけろ!」で日本各地をまわった際に訪れた、富士急ハイランドのお化け屋敷でこの歌詞の着想を得たとも述べている[6]。リリックの着想について、hydeは「お化け屋敷は恐怖を味わうものなんですよ！だから五感を恐怖に曝け出しながら、それでも"自分はフラットです"みたいな感じで次の部屋へ入って行く感じが楽しいなと思って。で、その感覚を信じたいなと思ったの。ダンテのイメージもありながらも、恐怖というものを味わう…ある種、そこにはエロスを感じるんですよ。そういう部分もちゃんとミックスした詞を書きたいなと思ってたんです[6]」と語っている。
2. Dune 2008 / P'UNK〜EN〜CIEL
  - 作詞: hyde / 作曲: tetsu / 編曲: KEN P'UNK

パートチェンジバンド、P'UNK〜EN〜CIELによる、1stアルバム『DUNE』の収録曲「Dune」のセルフカバー。
前々作「夏の憂鬱 [SEA IN BLOOD 2007]」（シングル「DAYBREAK'S BELL」のカップリングとして収録）の制作で、スレイヤーを意識したスラッシュメタルに寄せたアレンジを目指していたことから、今回アレンジを担当したkenは「メタルやってもいいんだな[14]」と思ったという。こういった経緯から、今回のセルフカバーではヘヴィメタル・バンド、アイアン・メイデン風のアレンジが施されている。アイアン・メイデンを意識したアレンジにすることを前提としていたことから、カバーする曲を選ぶにあたりkenは「アイアン・メイデンをやるにはギターにハモリがないとダメだよなと思って、そうなると「Blurry Eyes」か「Dune」かな[14]」と考えていたという。
kenが意図したように、このカバーではツインギターのハーモニーが特徴的なアレンジが施されており、ギターを担当したhydeは「ギターはびっくりですね。転調しながらもツインギターで被さって行くという…もう泣きそうになりました。でも悔しいから、頑張って（kenのデモを）コピーして[15]」とレコーディングで苦労したエピソードを語っている。
余談だが、前々作「夏の憂鬱 [SEA IN BLOOD 2007]」では、編曲者のhydeの意向により、ドラムを担当したkenが速いツーバスを演奏させられている。前々作のレコーディングを振り返り、kenは「（前々回に）あれだけツーバスはダメだ、俺は無理だって言ってるのに、デモにはドコドコとツーバス入ってたから（笑）。じゃあ今回はギターソロを長めにして、ギターソロで間をもたせるというのを味わってもらおう…とは思いましたけどね（笑）[15]」と述べており、今回のセルフカバーのアレンジにはhydeへの「お返し」の意味も込めていたという。このことについて、hydeは「"この間、俺こんなことやったよねぇ？だから次はこうなるよぉ？"みたいな。そもそも俺が"夏の憂鬱 [SEA IN BLOOD 2007]"（HYDE P'UNKによるアレンジだった）でツーバスという凄いドラムをやらせちゃったから、今回は仕方ない…その応酬ですよ（笑）[15]」と語っている。

## タイアップ
DRINK IT DOWN
- PlayStation 3・Xbox 360・PC用ゲーム『デビルメイクライ4』テーマソング
- PlayStation 4・Xbox One・PC用ゲーム『デビルメイクライ4 スペシャルエディション』テーマソング

## 参加ミュージシャン
- DRINK IT DOWN / L'Arc〜en〜Ciel
  - hyde：Vocal
  - ken：Guitar
  - tetsu：Bass
  - yukihiro：Drum
    - yukihiro：Keyboards, Programming
    - ken：Keyboards, Programming
    - 杉山勇司：Keyboards, Programming
    - 斎藤仁：Manipulate
    - tetsu：Backing Vocal
- Dune 2008 / P'UNK〜EN〜CIEL
  - TETSU P'UNK：Vocal
  - HYDE P'UNK：Guitar
  - YUKI P'UNK：Bass, Backing Vocal
  - KEN P'UNK：Drum

## 収録アルバム
オリジナルアルバム
- 『BUTTERFLY』 (#1)

ベストアルバム
- 『QUADRINITY 〜MEMBER'S BEST SELECTIONS〜』 (#1)

セルフカバーアルバム
- 『P'UNK IS NOT DEAD』 (#2)